# Macrosociologie
De macrosociologie is een sociologisch perspectief waarbij de nadruk ligt op sociale systemen en ruime populaties. Individuen zijn volgens macrosociologische denkkaders onderhevig aan de sociale structuur waarin ze leven. De tegenhanger van de macrosociologie is de microsociologie, dat zich meer focust op alledaagse interacties tussen individuen en hoe individuen actief betekenis geven aan hun omgeving.
De macrosociologie ontkent niet dat individuen en families belangrijke bestanddelen van de maatschappij zijn, maar deze bestanddelen worden steeds gelinkt aan het grotere sociale systeem waarvan ze onderdeel zijn. De macrosociologie kan ook analyses genereren van grote collectiviteiten zoals "de stad" of "de kerk".
Macrosociologisch onderzoek zal zich vaak bedienen van statistische analyses en op zoek gaan naar maatschappelijke patronen in attitudevorming of gedrag.

## Macrosociologische theoretici

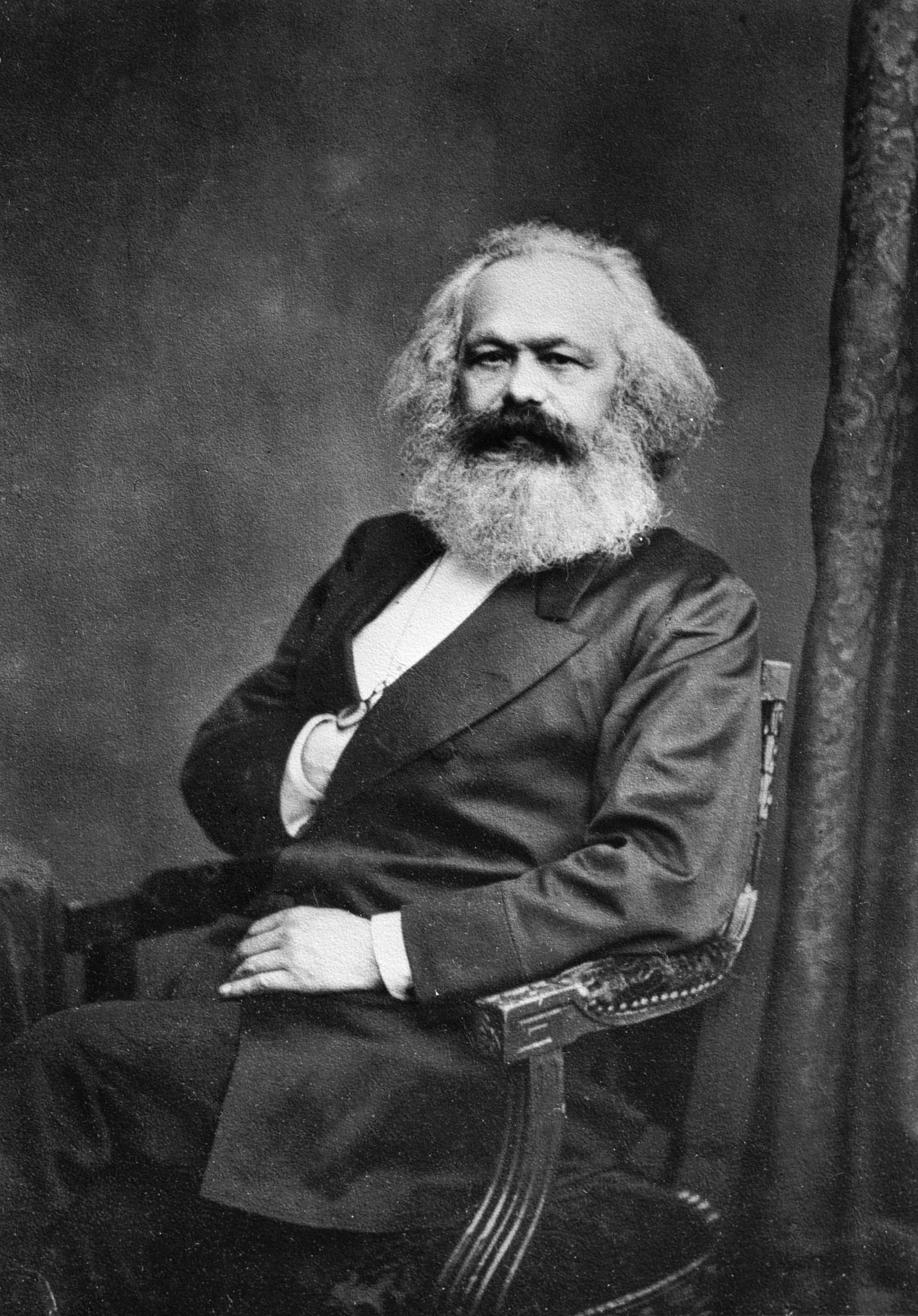
Karl Marx, een macrosocioloog.

Klassieke sociologische theorieën zijn vaak macrosociologisch. Een vaak gegeven voorbeeld is Émile Durkheim die individuele problemen beschouwde als een indicator van maatschappelijke patronen. Zo linkte Durkheim het plegen van zelfmoord aan maatschappelijke fenomenen. Ook Karl Marx was een archetype van de macrosocioloog. Als socioloog hield hij zich bezig met macrosociologische fenomen zoals het kapitalisme en de klassenstrijd als motor van de geschiedenis. Het individu heeft geen zeggenschap in hoe men met deze fenomenen omgaat, maar moet de invloed ervan ondergaan. Men kan het kapitalisme volgens Marx alleen omver werpen door het starten van een collectieve revolutie onder arbeiders.
Moderne theoretici die passen binnen het macrosociologische perspectief zijn Immanuel Wallerstein met de wereldsysteemtheorie (waarbij landen het meeste agentschap hebben) en Talcott Parsons die de maatschappij als een functioneel organisme ziet.